# Federico Carrizo
Federico Carrizo  (Villa Giardino, 17 de maio de 1991), também conhecido como Pachi, é um futebolista argentino que atua como ponta-esquerda. Atualmente joga pelo Cerro Porteño.

## Clubes
| Club            | País      | Año             |
| --------------- | --------- | --------------- |
| Rosario Central | Argentina | 2010 - 2014     |
| Boca Juniors    | Argentina | 2014 - Presente |

## Títulos
| Título             | Club            | País      | Año     |
| ------------------ | --------------- | --------- | ------- |
| Primera B Nacional | Rosario Central | Argentina | 2012/13 |